# 匹茲堡 (喬治亞州迪卡爾布縣)
匹茲堡（英語：Pittsburg）是位於美國喬治亞州迪卡爾布縣的一個非建制地區。該地的面積和人口皆未知。

## 地理
匹茲堡的座標為33°52′50″N 84°13′10″W / 33.88056°N 84.21944°W，而該地的平均海拔高度為324米（即1063英尺）。